# Нововодяное (Запорожская область)
Нововодяное (укр. Нововодяне) — село,
Нововодянский сельский совет,
Каменско-Днепровский район,
Запорожская область,
Украина.
Код КОАТУУ — 2322486501. Население по переписи 2001 года составляло 1939 человек.
Является административным центром Нововодянского сельского совета, в который, кроме того, входят сёла
Новоукраинка и
Примерное.

## Географическое положение
Село Нововодяное находится на расстоянии в 2 км от сёл Днепровка и в 2,5 км от села Подовое.
Рядом проходят автомобильная дорога Р-37 и
железная дорога, станция Платформа 20 км в 10 км.

## История
- 1918 год — дата основания.

## Экономика
• Украина "КСП" 

## Объекты социальной сферы
- Школа "Нововодянская ЗОШ".

- Детский сад "Ромашка".